# Laura Castel Fort
Laura Castel Fort (Lleida, 8 mei 1970) is een Spaanse politica en ambtenaar. Sinds 2016 zetelt zij voor de partij Esquerra Republicana de Catalunya (ERC) in de Spaanse Senaat, als vertegenwoordiger van de regio Tarragona en is zij actief binnen de Parlementaire Vergadering van de Raad van Europa (PACE). Castel is op zowel Spaans als internationaal niveau actief en heeft bijdragen geleverd op gebieden als justitie, openbare diensten en het beleid van de Europese Unie.

## Biografie
Castel Fort werd op 8 mei 1970 geboren in Lleida in de Spaanse regio Catalonië. Zij behaalde een bachelor in politieke wetenschappen en sociologie aan de UNED en voltooide vervolgens een master in internationale betrekkingen aan de Universiteit van Barcelona. Daarnaast volgde zij een specialisatie in Europees recht en behaalde zij een tweede master in politieke analyse aan de Open Universiteit van Catalonië (UOC). Sinds 2002 woont zij in Tarragona.

## Carrière
Castel begon haar carrière als hoger technisch medewerker bij de Catalaanse regering en vervulde daar verschillende functies in de ontwikkeling en uitvoering van overheidsbeleid. In 2016 werd zij namens de partij Esquerra Republicana de Catalunya (ERC) verkozen tot senator voor de regio Tarragona. Zij diende als senator tijdens de XIIe, XIIIe, XIVe en XVe legislatuur. In de Senaat was zij onder andere woordvoerder en vicevoorzitter in commissies voor Justitie, Openbare Dienst, Grondwet, Industrie, Vervoer en de Europese Unie. Daarnaast trad zij op als rapporteur voor wetsvoorstellen op het gebied van corruptiebestrijding, de bescherming van ambtenaren en handelsrecht.
Daarnaast is lid geweest van organisaties als het Catalaanse Nationaal Congres (ANC), de Catalaanse Zakenkring (Cercle Català de Negocis), Sobirania i Justícia, de Raad van de Catalaanse Europese Beweging (Consell Català del Moviment Europeu) en Òmnium, en heeft deelgenomen aan activiteiten gericht op het versterken van maatschappelijke participatie. In 2014 nam zij deel aan het consultatieve proces over de politieke toekomst van Catalonië en vervulde zij een rol in de Monitoringcommissie van Camp de Tarragona.
In de Parlementaire Assemblee van de Raad van Europa heeft zij het co-voorzitterschap van de Groep van de Verenigde Europese Linkse Partij op zich genomen en heeft zij leiding gegeven aan de opstelling van diverse rapporten over mensenrechten, gendergelijkheid en democratische participatie. Binnen de commissies nam zij actief deel aan het ontwikkelen van internationaal beleid op het gebied van cultuur, onderwijs, media, gelijkheid en bestrijding van discriminatie. Voor de Raad van Europa heeft zij schriftelijke verklaringen en resoluties opgesteld over onderwerpen zoals "Gendergelijkheid in Centraal-Azië", "Bescherming van etnische en religieuze diversiteit in Syrië" en "De impact van nieuwe technologieën op democratie en mensenrechten".

## Internationale vertegenwoordiging en observatieactiviteiten
Castel Fort is ook een actieve vertegenwoordiger op internationale platforms. Ze vertegenwoordigde Spanje in de Parlementaire Vergadering van de Raad van Europa, waar ze medevoorzitter was van de Groep Verenigd Europees Links. Ze diende ook als waarnemer voor het Bureau voor Democratische Instellingen en Mensenrechten van de OVSE (OVSE-ODHIR) bij de verkiezingen in Albanië in 2017 en in Azerbeidzjan en Georgië in 2018. Ze was volwaardig of plaatsvervangend lid van verschillende commissies van de Raad van Europa (Cultuur, Wetenschap, Onderwijs en Media; Gelijkheid en Bestrijding van Discriminatie; Politieke Zaken en Democratie; Juridische Zaken en Mensenrechten).

## Publicaties
Op academisch gebied heeft zij diverse artikelen en analyses gepubliceerd over politieke wetenschappen en openbaar bestuur. In deze werken ligt de focus op de ontwikkeling van overheidsbeleid, de regionale impact van de Europese Unie en politieke processen in Catalonië. Daarnaast heeft zij gesproken op internationale conferenties en rapporten opgesteld over thema’s zoals de participatie van jongeren in de politiek en gendergelijkheid. Via sociale media en de pers deelt zij ook haar standpunten over sociale rechtvaardigheid, mensenrechten en democratische hervormingen met het brede publiek.